# Houchin British Cemetery
Houchin British Cemetery is een begraafplaats gelegen in de Franse plaats Houchin (Pas-de-Calais). De militaire graven worden onderhouden door de Commonwealth War Graves Commission.
De begraafplaats telt 734 geïdentificeerde graven waarvan 698 Gemenebest graven uit de Eerste Wereldoorlog, 34 overige graven uit de Eerste Wereldoorlog en 2 Gemenebest-graven uit de Tweede Wereldoorlog.